# Sounds of Silence (album)
Sounds of Silence is het tweede studioalbum van Simon & Garfunkel. Het werd uitgebracht op 17 januari 1966 door Columbia Records.

## Composities
Alle muziek en teksten zijn geschreven door Paul Simon, tenzij anders aangegeven. 
| Nr. | Titel                          | Datum van opname              | Duur |
| --- | ------------------------------ | ----------------------------- | ---- |
| 1.  | The Sound of Silence           | 10 maart 1964 en 15 juni 1965 | 3:08 |
| 2.  | Leaves That Are Green          | 13 december 1965              | 2:23 |
| 3.  | Blessed                        | 21 december 1965              | 3:16 |
| 4.  | Kathy's Song                   | 21 december 1965              | 3:21 |
| 5.  | Somewhere They Can't Find Me   | 5 april 1965                  | 2:37 |
| 6.  | Anji (Davey Graham)            | 13 december 1965              | 2:17 |
| 7.  | Richard Cory                   | 14 december 1965              | 2:57 |
| 8.  | A Most Peculiar Man            | 22 december 1965              | 2:34 |
| 9.  | April Come She Will            | 21 december 1965              | 1:51 |
| 10. | We've Got a Groovy Thing Goin' | 5 april 1965                  | 2:00 |
| 11. | I Am a Rock                    | 14 december 1965              | 2:50 |

Op de Britse versie van het album is tussen "Anji" en "Richard Cory" nog een extra nummer ingelast: "Homeward Bound".

## Bezetting
- Paul Simon - zang, gitaar
- Art Garfunkel - zang
- Glen Campbell - gitaar
- Hal Blaine - drums

## Trivia
Twee opeenvolgende nummers, "Richard Cory" en "A most peculiar man", gaan over zelfmoord. Richard Cory is rijk en maatschappelijk geslaagd, terwijl the most peculiar man precies het tegenovergestelde is: hij leeft teruggetrokken en heeft geen sociaal leven.